# Jean Simmons
Jean Simmons, nome artístico de Jean Merilyn Simmons OBE (Londres, 31 de janeiro de 1929 — Santa Mônica, 22 de janeiro de 2010), foi uma atriz britânica.

## Biografia
Filha de um antigo atleta olímpico e instrutor de ginástica, Charles Simmons, e de sua esposa Winifred Ada, Jean Simmons teve uma infância feliz num subúrbio da classe operária de Londres, onde estudou na Orange Hill School para Moças, em Golders Green.
Quando do início da 2ª Guerra Mundial, em 1939, Jean e seus irmãos mais velhos, Edna, Harold e Lorna, foram para Somerset. Em 1943, ela retornou a Londres onde, juntamente com a irmã Edna, matriculou-se na Ada Foster School of Dance. Duas semanas depois, o produtor cinematográfico Val Guest esteve na escola à procura de uma jovem para interpretar o papel da filha adolescente de Margaret Lockwood, no filme Give Us The Moon, de 1944. Embora não tivesse experiência, Jean ganhou o papel e deixou o produtor impressionado com seu talento instintivo. Depois de atuar em pequenos papéis, seu trabalho em The Way to the Stars (título BR: O Caminho das Estrelas), de 1945, chamou a atenção do produtor Gabriel Pascal, que lhe ofereceu um contrato de sete anos com o J. Arthur Rank Studio. Assim, aos 16 anos de idade, ela fez o papel de uma harpista no filme britânico de Pascal, Caesar and Cleopatra (BR:César e Cleópatra), protagonizado por Vivien Leigh. No mesmo ano, o cineasta britânico David Lean colocou-a no papel de Estella, na adaptação para o cinema da obra de Charles Dickens, Great Expectations (BR: Grandes Esperanças).
Em 1950, Jean Simmons foi eleita a mais popular estrela do cinema britânico. No outono daquele mesmo ano, viajou aos Estados Unidos para promover Trio, uma coletânea de três contos de Somerset Maugham, na qual ela atuava, sendo escolhida pela revista Life para aparecer numa de suas capas. Poucas semanas depois, Jean voltou aos Estados Unidos, desta vez para estrelar seu primeiro filme americano, Androcles and the Lion (BR: Androcles e o Leão), ao lado de Victor Mature.

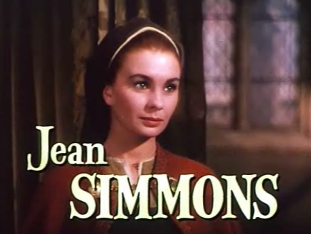
Jean Simmons no trailer do filme A rainha virgem ("Young Bess", 1953).

O pico de sua carreira ocorreu em 1960, ao participar de três grandes produções: Spartacus, Entre Deus e o Pecado e Do Outro Lado, o Pecado. Durante os anos 80, passou a dar maior atenção à televisão, aparecendo num grande número de séries e filmes feitos para a TV.
Em 1986 esteve internada no Betty Ford Center, em Rancho Mirage, Califórnia, para tratamento de alcoolismo, voltando em seguida às suas atividades na televisão. No cinema, voltou a aparecer em Star Trek: The Next Generation, de 1991, e em Colcha de Retalhos, de 1995, não abandonando, entretanto, seus trabalhos para a televisão.
Jean Simmons casou-se aos 21 anos com o ator Stewart Granger, de quem se divorciou oito anos depois, e com o cineasta Richard Brooks, em novembro de 1960, de quem se divorciou em 1977. Teve dois filhos, um de cada casamento.
Em 1994, foi agraciada com o título de Membro do British Film Institute.
Morreu no dia 22 de janeiro de 2010. Segundo sua agente, Jean sofria de câncer de pulmão. foi sepultada no Cemitério de Highgate, Londres.

## Filmografia
| - 1944 - Give us the Moon - 1944 - Mr. Emmanuel - 1945 - Kiss the Bride Goodbye - 1945 - Meet Sexton Blake - 1945 - The Way to the Stars - 1945 - Caesar and Cleopatra - 1946 - Great Expectations - 1947 - The Woman in the Hall - 1947 - Uncle Silas - 1947 - Black Narcissus - 1947 - Hungry Hill - 1948 - Hamlet - 1949 - The Blue Lagoon - 1949 - Adam and Evelyne - 1950 - So Long at the Fair - 1950 - Cage of Gold - 1950 - Trio - 1951 - The Clouded Yellow - 1952 - Angel Face - 1952 - Androcles and the Lion - 1953 - Young Bess - 1953 - Affair with a Stranger - 1953 - The Robe - 1953 - The Actress - 1954 - She Couldn't Say No - 1954 - Demetrius and the Gladiators - 1954 - The Egyptian - 1954 - A Bullet Is Waiting - 1954 - Désirée - 1955 - Footsteps in the Fog - 1955 - Guys and Dolls - 1956 - Hilda Crane - 1957 - This Could Be the Night - 1957 - Until They Sail - 1958 - The Big Country | - 1958 - Home Before Dark - 1959 - This Earth Is Mine - 1960 - Elmer Gantry - 1960 - Spartacus - 1960 - The Grass Is Greener - 1963 - All the Way Home - 1965 - Life at the Top - 1966 - Mister Buddwing - 1967 - Divorce American Style - 1967 - Rough Night in Jericho - 1968 - Heidi - 1969 - The Happy Ending - 1971 - Say Hello to Yesterday - 1975 - Mr. Sycamore - 1978 - The Dain Curse (TV) - 1978 - Dominique - 1981 - A Small Killing (TV) - 1983 - The Thorn Birds (TV) - 1984 - December Flower (TV) - 1985 - Midas Valley (TV) - 1985 - Yellow Pages - 1985 - North and South - 1986 - North and South Book II - 1988 - The Dawning' - 1989 - Great Expectations - 1991 - Star Trek: The Next Generation - 1991 - Dark Shadows - 1991 - They Do It With Mirrors - 1995 - How to Make an American Quilt - 1995 - Daisies in December (TV) - 2001 - Final Fantasy: The Spirits Within - (voz) - 2004 - Jean Simmons: Rose of England - (documentário) - 2004 - Howl's Moving Castle (Hauru no ugoku shiro) - (voz) - 2005 - Through the Moebius Strip - 2008 - Shadows in the Sun |

## Prêmio e indicações
- Recebeu uma indicação ao Oscar de Melhor Atriz, por "The Happy Ending" (1969).
- Recebeu 2 indicações ao Globo de Ouro de Melhor Atriz - Drama, por "Home Before Dark" (1958) e "The Happy Ending" (1969).
- Recebeu 2 indicações ao BAFTA de Melhor Atriz Estrangeira, por "Eles e Elas" (1955) e "Entre Deus e o Pecado" (1960).
- Recebeu 2 indicações ao Globo de Ouro de Melhor Atriz - Comédia/Musical, por "Eles e Elas" (1955) e "This Could Be the Night" (1957). Venceu por "Eles e Elas".
- Recebeu uma indicação ao Oscar de Melhor Atriz Coadjuvante, por "Hamlet" (1948).
- Recebeu uma indicação ao Globo de Ouro de Melhor Atriz Coadjuvante - Série/Mini-série/Filme para TV, por "Os Pássaros Feridos" (1983).
- Ganhou o Volpi Cup de Melhor Atriz no Festival de Veneza, por "Hamlet" (1948).